# Литературная премия Кёки Идзуми
Литературная премия Кёки Идзуми (яп. 泉鏡花文学賞 Идзуми Кё:ка бунгаку сё:) — литературная премия Японии. Учреждена муниципалитетом города Канадзава в 1973 году в честь столетнего юбилея со дня рождения писателя Кёки Идзуми. Присуждается ежегодно. Лауреату вручается зеркало (аллюзия на псевдоним Идзуми Кёка) и денежная сумма в размере 1 млн иен. Премией награждают, как правило, за определённое произведение, однако бывают случаи, когда отдельные авторы были удостоены премии за вклад в японскую литературу. Решение о присуждении премии принимается жюри.
Состав жюри на 2009 год: Киёко Мурата, Хироюки Ицуки, Томоми Мурамацу, Миэко Канаи. Предпочтение в основном отдаётся произведениям фантастического (в широком смысле) толка. В числе лауреатов Такако Такахаси (1976), Юко Цусима (1977), Миэко Канаи (1979), Ясутака Цуцуи (1979), Юмико Курахаси (1987), Банана Ёсимото (1988), Масахико Симада (1992) и др.